# Are You Gonna Go My Way
| Recensione    | Giudizio |
| ------------- | -------- |
| AllMusic      |          |
| Rolling Stone |          |

Are You Gonna Go My Way è il terzo album in studio del cantante statunitense Lenny Kravitz, pubblicato il 9 marzo 1993 dalla Virgin Records.
È il primo lavoro dell'artista nella Top 20 della Billboard 200, oltre che il primo in vetta alle classifiche australiane e britanniche, contribuendo a stabilire la sua popolarità in tutto il mondo.

## Tracce
1. Are You Gonna Go My Way – 3:31 (Kravitz, Ross)
2. Believe – 4:50 (Kravitz, Hirsch)
3. Come on and Love Me – 3:52 (Kravitz)
4. Heaven Help – 3:10 (DeVeaux, Britten)
5. Just Be a Woman – 3:50 (Kravitz)
6. Is There Any Love in Your Heart – 3:39 (Kravitz, Ross)
7. Black Girl – 3:42 (Kravitz)
8. My Love – 3:50 (Kravitz, Ross)
9. Sugar – 4:00 (Kravitz)
10. Sister – 7:02 (Kravitz)
11. Eleutheria – 4:48 (Kravitz)

## Formazione
- Lenny Kravitz - voce, basso, batteria, chitarra acustica, chitarra elettrica, campane tubolari, mellotron
- Tony Breit - basso
- Carlolyn Davis Fryer - basso
- Henry Hirsch - basso, sintetizzatore, organo, pianoforte
- David Domanich - batteria, chitarra elettrica
- Craig Ross - chitarra acustica, chitarra elettrica
- Michael Cooper - clavinet, organo Hammond
- Michael Hunter - filicorno, corno francese
- Sarah Adams - viola
- Liuh-Wen Ting - viola
- Eric Delente - violino
- Soye Kim - violino
- Robert Lawrance - violino
- Frank Murphy - violoncello
- Allen Whear - violoncello
- Gary De Veaux - cori
- Angie Stone - cori

## Classifiche
| Classifica (1993) | Posizione massima |
| ----------------- | ----------------- |
| Australia         | 1                 |
| Austria           | 3                 |
| Canada            | 1                 |
| Francia           | 4                 |
| Germania          | 7                 |
| Giappone          | 6                 |
| Italia            | 13                |
| Norvegia          | 6                 |
| Nuova Zelanda     | 2                 |
| Paesi Bassi       | 3                 |
| Regno Unito       | 1                 |
| Stati Uniti       | 12                |
| Svezia            | 5                 |
| Svizzera          | 1                 |